# Sestre
Le Sestre sono un gruppo musicale sloveno formato nel 2000 dalle drag queen Marlenna (Tomaž Mihelič), Daphne (Srečko Blas) ed Emperatrizz (Damjan Levec).
Hanno rappresentato la Slovenia all'Eurovision Song Contest 2002 con il brano Samo ljubezen.

## Carriera
Le Sestre, il cui nome in lingua slovena significa "sorelle", hanno iniziato ad esibirsi nel 2000 nei locali di Metelkova, il quartiere degli artisti di Lubiana, come Štrumpant'l Sisters. Nel 2002 hanno preso parte ad EMA, il processo di selezione del rappresentante sloveno all'Eurovision, cantando il loro singolo di debutto Samo ljubezen prima nella semifinale del 15 febbraio e poi nella finale della sera successiva. Pur essendosi classificate solo al 6º posto su 10 concorrenti nel televoto (la vincitrice del voto del pubblico, Karmen Stavec, ha infatti ottenuto quasi il quadruplo dei voti delle Sestre), i voti delle due giurie, che le hanno entrambe piazzate al primo posto, hanno assicurato loro la vittoria. All'Eurovision Song Contest 2002, che si è svolto il successivo 25 maggio a Tallinn, si sono piazzate al 13º posto su 24 partecipanti con 33 punti totalizzati. Dopo il contest hanno pubblicato il loro album di debutto, Souvenir.

## Formazione
Attuale
- Marlenna (Tomaž Mihelič)
- Emperatrizz (Damjan Levec)
- Michelle (Miha Kavčič)

Membri precedenti
- Daphne (Srečko Blas)

## Discografia

### Album
- 2002 - Souvenir

### Singoli
- 2002 - Samo ljubezen